# Popovec Šašinovečki
Popovec Šašinovečki är en ort i Kroatien.   Den ligger i länet Zagreb, i den nordöstra delen av landet, 13 km öster om huvudstaden Zagreb. Popovec Šašinovečki ligger 132 meter över havet och antalet invånare är 937.
Terrängen runt Popovec Šašinovečki är platt åt sydost, men åt nordväst är den kuperad. Runt Popovec Šašinovečki är det ganska glesbefolkat, med 24 invånare per kvadratkilometer. Närmaste större samhälle är Zagreb - Centar, 13,4 km väster om Popovec Šašinovečki. Omgivningarna runt Popovec Šašinovečki är en mosaik av jordbruksmark och naturlig växtlighet.